# Царь зла
«Царь зла» (англ. Rawhead Rex; также известен под названием «Страшила») — фильм ужасов режиссёра Джорджа Павлова. Мировая премьера фильма состоялась 14 марта 1986 года. Фильм снимался в настоящей ирландской деревне. Сценаристом фильма выступил известный мастер литературы ужасов Клайв Баркер, адаптировав свой собственный рассказ «Голый мозг» / «Rawhead Rex» из сборника «Книга крови 3» (1986).

«Я написал сценарий, пусть это была работа, далекая от совершенства, всего лишь мой второй сценарий в жизни, но всё-таки мне кажется, он гораздо лучше фильма.
Я руководствовался сюжетом рассказа. Действие в моем сценарии происходило в Англии, в разгар лета, что позволяло в полной мере ощутить драматизм ситуации: в Кенте, в приятной деревушке, изнемогающей от летнего зноя, появляется странное, темное, пожирающее детей чудовище.
Мне позвонили и сказали: „Мы собираемся сделать из этого фильм, но снимать будем в Ирландии и время действия перенесем на февраль“. Так что контрапункт жаркого английского лета и разбушевавшегося монстра вылетел в форточку.
Кроме того, киношники не стали тратить большие деньги на спецэффекты и довольствовались резиновой маской. Я вовсе не критикую работу художника, создававшего образ монстра, — чудовище получилось совсем неплохо, но насчет самой картины у меня есть сомнения: что-то попытались передать, но это удалось далеко не в полной мере…»— Клайв Баркер

## Сюжет
Писатель Говард Халленбек со своей семьёй в составе жены Элайн и двух маленьких детей приезжает из США в Ирландию с целью написать новую книгу о священных тайных местах. В то время как Говард посещал одну из деревень, в которой находится церковь с искусно выполненным витражом, на котором изображён поверженный демон.
Некий фермер, пытаясь выкорчевать из земли каменный столб, ненароком освободил заточённого под этим столбом демона, в древности державшего в страхе всю округу. Высвободившийся демон зря время не теряет, почувствовав свободу, он начинает убивать местных жителей, среди которых в скором времени оказывается и сын писателя. Желающий отомстить за него Говард принимается за поиски способа убийства демона.
Он выясняет, что в старой церкви хранится древний артефакт в виде неолитической Венеры, однако при попытке его использования терпит неудачу. Но писателю на помощь приходит его жена, которая активирует силы, скрытые в статуэтке, и повергает демона в могилу.

## В ролях
- Дэвид Дьюкс — Говард Халленбек
- Келли Пайпер — Элайн Халленбек
- Хью О’Конор — Робби Халленбек
- Кора Ланни — Минти Халленбек
- Ронан Уилмот — дьякон О’Брайен
- Ниал Тойбин — преподобный Кут
- Ниал О’Брайэн — детектив Айзек Гиссинг
- Хайнрих фон Шеллендорф — демон
- Донал Макканн — Том Джеррон

## Номинации
- Фантаспорту — номинация (1987)[2]